# Nikolaus Simrock
Nikolaus Simrock (né le 23 août 1751 à Mayence – 12 juin 1832 à Bonn) était joueur de cor, philosophe, commerçant et fondateur des éditions de Musique N. Simrock. Il était ami de Ludwig van Beethoven,,.

## Biographie
Nikolaus Simrock est le fils de Dorothea Sopp et du caporal Johannes Heinrich Simrock.

### Joueur de cor
Il commence comme joueur de cor dans une chapelle militaire française avant ses 16 ans.
De retour en Rhénanie, il fait une demande à l’électeur du Saint Empire romain Maximilien-Frédéric de Königsegg-Rothenfels pour un emploi dans l'orchestre de la cour de Bonn. Il commence à y travailler en avril 1775 comme clairo, avec un salaire annuel de 300 florins. Le jeune Beethoven joue plus tard dans le même orchestre. Beethoven et Simrock deviendront amis, Simrock est considéré comme un témoin fiable pour les années de Beethoven à Bonn.

### Philosophe et Franc-Maçon
Simrock était l'un des plus célèbres philosophes du Siècle des Lumières dans la résidence électorale Cologne. Comme ses collègues Franz Anton Ries et Christian Gottlob Neefe, il appartenait à la Minervalkirche Stagira, une association de l'Ordre des Illuminés de Bavière. Après sa dissolution, il était un membre fondateur de la Lesegesellschaft (communauté littéraire) à Bonn. Il était un des membres fondateurs de la Loge maçonnique Les Frères courageux, créée à Bonn en 1805.

### Commerçant
Il crée son propre réseau de distribution de musique d’instruments de musiques et dérivés : documents de toutes sortes, enveloppes, encres, peintures, plomb,  stylos, canifs, ciseaux à papier, fourchettes, marteaux, instruments anciens et nouveaux, stylos Roth, colophane…

### Éditeur de musique
Dans le cadre de ses activités commerciales, Nikolaus Simrock fonde en 1793 la maison d'édition de musique N. Simrock à Bonn. 
Simrock devient l'un des plus importants éditeurs de musique européenne du début du XIXe siècle. Une des raisons du succès de cette entreprise – en plus du sens des affaires de Simrock – était son attitude pro-française qui a payé après la période électorale en 1794 pendant l'occupation naissante de Bonn et de la Rhénanie par les troupes révolutionnaires françaises.
Nikolaus Simrock sera éditeur de musique pour Ludwig van Beethoven, Wolfgang Amadeus Mozart, Joseph Haydn…,.
Après sa mort en 1832, les éditions de musique N. Simrock seront reprises successivement par son fils Peter Joseph Simrock (1792-1868), Fritz Simrock (1837-1901, fils de Peter Joseph), Hans Simrock (1861-1910, petit fils de Peter Joseph, neveu de Fritz).

## Vie personnelle
Simrock était marié à Franziska Ottilia Blaschek, ils ont eu 13 enfants ensemble, dont :
- Peter Joseph Simrock qui reprend les éditions de musique.
- Franz Carl Anton Simrock, propriétaire et dirigeant l’hôtel Trierer Hof[12].
- Elisabeth Simrock, marié à un français, Joseph Antoine Martin, dont est issu le poète Nicolas Martin.
- Karl Simrock (de), poète et écrivain.

La famille Simrock a écrit près de 200 ans d'histoire culturelle rhénane.